# Vanerum
VANERUM is een bedrijf uit Diest (België), dat gespecialiseerd is in het produceren en installeren van wat het zelf i³ leeromgevingen noemt: leerplaatsen die geschikt zijn voor het geven van lessen dankzij de integratie met de modernste interactieve technologieën.
VANERUM werd in 1968 opgericht door Robert Van Erum, en startte als eenmanszaak met als kernactiviteit de import van klassieke, groene, schoolborden uit Duitsland. In de loop der jaren groeide de zaak uit tot een bedrijf met een eigen productiefaciliteit voor schoolborden en schoolmeubilair en een specialisatie in het leveren van geïntegreerde leeromgevingen.
De huidige CEO Gert Van Erum schatte al vroeg de didactische mogelijkheden van audiovisuele communicatie naar waarde, waardoor het bedrijf openbloeide tot de VANERUM Group. 41 jaar na de oprichting telt het bedrijf meer dan 300 werknemers in verschillende business units in België, Nederland, Duitsland en de Verenigde Staten.